# پل تان هوا
پل تان هوآ پلی است بر روی رودخانهٔ سونگ ما که در ۴٫۸ کیلومتری شمال شرقی شهر تان هوا، مرکز استان تان هوا در ویتنام قرار دارد. ویتنامی‌ها آن را پل هامرنگ به معنی آروارهٔ اژدها می‌نامند. در سال ۱۹۶۵ در خلال جنگ ویتنام این پل هدف حمله‌های بسیاری از سوی هواپیماهای نیروی هوایی و دریایی ایالات متحده قرار گرفت و با وجود این این حملات تا سال ۱۹۷۲ ناکام ماند. سه فروند از میگ-۱۷های ویتنام شمالی در نخستین نبرد نابرابر خود با جنگنده‌های اف-۱۰۵ آمریکایی که پیشرفته‌تر و بزرگتر بودند سرنگون شدند. در این نبرد همچنین هواپیمای اف-۱۰۰ نخستین پیروزی هوایی احتمالی خود را مدعی گردید. این رویارویی سبب تغییرات مهمی در تاکتیک‌های آمریکا در امر آموزش و نبرد تن‌به‌تن هوایی شد. سرانجام در سال ۱۹۷۲ این پل به وسیلهٔ اف-۴های نیروی هوایی آمریکا با استفاده از بمب‌های هدایت لیزری و به وسیلهٔ ای-۷های نیروی دریایی آمریکا با بمب‌های پیشرفته و سنتی نابود گردید.

## پل
پل تانهوا در اصل از سوی فرانسویان در دورانی که ویتنام مستعمرهٔ فرانسه بود ساخته شد. در سال ۱۹۴۵ ویت مین‌ها پل را ویران کردند. از سال ۱۹۵۷ ویتنامی‌ها آغاز به بازسازی پل کردند.
این پل یک سازهٔ فلزی خاکستری رنگ بود که بر روی یک پایهٔ بتونی مرکزی و دو پایه بتونی در دو سو استوار شده بود. ساخت این پل در سال ۱۹۶۴ به پایان رسید و به وسیلهٔ شخص هو شی مین افتتاح گردید. این پل ۱۶۰ متر درازا و ۱۷ متر پهنا داشت و در ارتفاع ۱۵ متری رودخانه قرار داشت. رفت‌وآمد ریلی و جاده‌ای هر دو از روی این پل انجام می‌شد و نقطه ارتباط بسیار مهمی میان مناطق مختلف ویتنام شمالی بود و هنگامی که جنگ ویتنام آغاز شد گذرگاهی راهبردی برای فرستادن تجهیزات و جنگ افزار به ویت کنگ‌ها که در ویتنام جنوبی می‌جنگیدند گردید.

## عملیات تندر غلتان
با آغاز عملیات تندر غلتان که عملیاتی برای بمباران هدف‌های راهبردی در ویتنام شمالی بود، در مارس ۱۹۶۵ تصمیم گرفته شد که در سیستم ریلی ویتنام شمالی اختلال ایجاد شود و پل تان هوا نیز جزء این هدف‌ها بود. ویتنامی‌ها که به اهمیت این پل پی برده بودند شبکهٔ پدافند هوایی کارآمدی را که شامل ۵ هنگ پدافند هوایی بود در منطقه مستقر نمودند.

### نخستین یورش، نخستین تن‌به‌تن هوایی

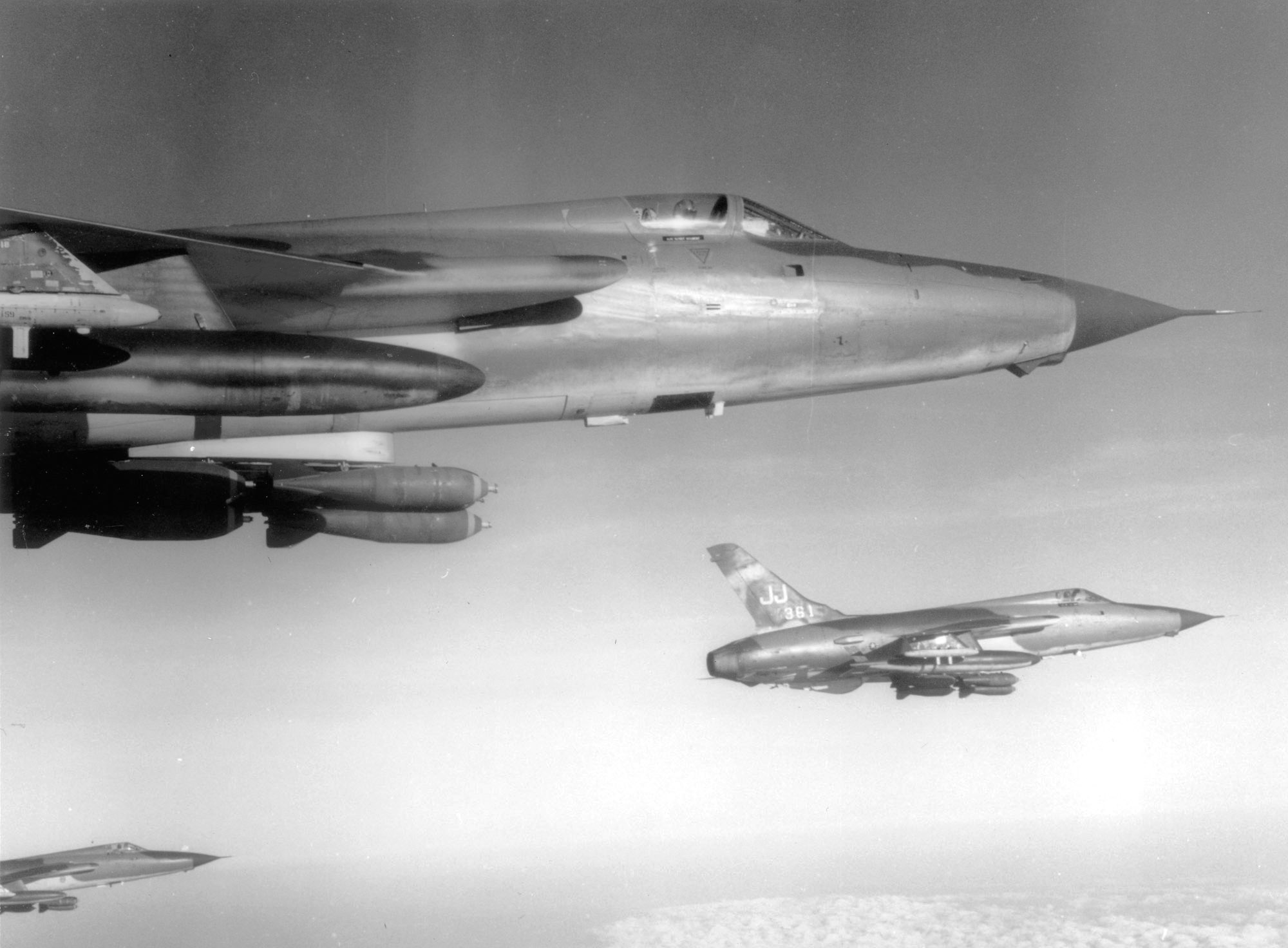
اف-۱۰۵ در حال پرواز به سوی ویتنام شمالی.

نام رمز نخستین و بزرگترین حمله به پل ۹-آلفا بود. این حمله که تکخال جنگ کره سرهنگ رابینسون ریسنر لیدر آن بود شامل ۷۹ هواپیما بود که این ۷۹ هواپیما عبارت بودند از ۴۶ اف-۱۰۵ به عنوان حمله‌کنندگان اصلی و ۲۱ اف-۱۰۰ برای زیر فشار قرار دادن پدافند هوایی ویتنامی‌ها و ۱۴ اف-۱۰۰ برای درگیری با میگ‌های ویتنامی و دو آراف-۱۰۱ برای ارزیابی آسیب‌های وارده و ده تانکر کی‌سی-۱۳۵. پایگاه اف-۱۰۰ها در ویتنام جنوبی و پایگاه بقیهٔ هواپیماها در تایلند بود. چهار فروند اف-۱۰۵ از دو پایگاه هوایی تایلند به نام‌های کورات و تاخلی باید برمی‌خواستند و بر فراز رود مکونگ سوختگیری می‌کردند و با عبور از لائوس به سوی جنوب پل تان هوا پرواز می‌کردند. بمب‌افکن‌ها باید پرواز خود را به سوی شرق ادامه می‌دادند تا به خلیج تونکین برسند.
عملیات در تاریخ سوم آوریل ۱۹۶۵ آغاز شد. ۱۶ فروند اف-۱۰۵ هر کدام یک جفت موشک ای‌جی‌ام-۱۲ بولپاپ زیر بال‌های خود حمل می‌کردند. این نخستین باری بود که یک موشک هدایت دقیق که با امواج رادیویی و جویستیک کنترل می‌شد به کار گرفته می‌شد. سروان بیل مایرهولت مشاهده کرد که موشک به سرعت به سوی پل روانه شد و ظاهراً برخورد خوبی به هدف داشت، ولی هنگامی که دود حاصل از انفجار از فضای اطراف پل پاک شد، معلوم شد که هیچ خسارت قابل مشاهده‌ای به پل وارد نیامده. کلاهک جنگی ۱۱۰ کیلوگرمی موشک این سازهٔ غول آسا را فقط نیم سوز کرده بود. کرو با دلخوری و به کنایه می‌گفتند که تأثیر موشک بولپاپ روی آروارهٔ اژدها مانند تأثیر گلولهٔ ساچمه‌ای بر روی تانک شرمن است.
اف-۱۰۵های دیگر هر کدام سه تن مواد منفجره در قالب بمب‌های ۳۴۰ کیلوگرمی حمل می‌کردند که میزان آن بیشتر از مواد منفجره‌ای بود که بی-۱۷ها در جنگ جهانی دوم بر روی برلین فرو ریختند.
نخستین سری از بمب‌ها به خاطر باد جنوب غربی نیرومندی که وزیدن گرفته بود از مسیر منحرف شد. لیدر دستهٔ آخرین پرواز سروان کارلایل اسمیتی هریس بود. دستهٔ پروازی او موفق شد که جاده و روساخت را مورد اصابت قرار دهد. مجموعاً ۳۲ بولپاپ و ۱۲۰۰ بمب به سوی پل پرتاب شد، ولی پل فرو نیفتاد و فقط آسیب‌های جزئی دید و رفت‌وآمد از روی پل فقط برای چند ساعت متوقف شد. این تنها نتیجهٔ این یورش به پل بود که به بهای سرنگونی یک فروند اف-۱۰۰ با خلبانی ستوان جرج اسمیت که وظیفه بمباران آتشبار ضدهوایی دشمن را به عهده داشت و یک فروند آراف-۱۰۱ که وظیفهٔ ارزیابی آسیب‌های وارده را بر عهده داشت گردید.
اف-۱۰۵ ریسنر با آتش زمینی ویتنامی‌ها فلج شده بود، ولی با وجود دود در اتاقک خلبان، ریسنر پس از حمله به سلامت به دانانگ بازگشت.
برای مقابله با حملهٔ آمریکایی‌ها، نیروی هوایی ویتنام دو جفت میگ-۱۷پی‌اف را در ساعت ۹:۴۷ دقیقه از پایگاه هوایی نویبای به پرواز درآورد. نقشه این بود که دو فروند نخست نقش طعمه را ایفا می‌کردند. دو فروند دوم هنگامی که لیدر آن‌ها فام نگوک لن متوجه شد که اف-۸ئی‌های ناو هواپیمابر یواس‌اس هنکاک پوشش عملیات را به عهده دارند نتوانست به منطقهٔ پل دست یابد. میگ-۱۷پی‌اف‌ها با رنگ متالیک استتار شده بودند و ورژن رهگیر میگ-۱۷ بودند و نخستین پرواز آن‌ها در سال ۱۹۵۱ بود. میگ-۱۷پی‌اف بدون موشک و فقط به توپ‌های ۲۳ میلی‌متری مجهز بود و نوع ارتقاء یافته و سریعتر میگ-۱۵ بود که دارای موتور پس‌سوز نیز بود و میدان راداری آن در واقع مهندسی معکوس رادار اف-۸۶ای بود و در مقایسه با اف-۸۶ پسگرایی بال‌های آن بیشتر بود تا بیشینهٔ سرعت آن را افزایش دهد. در مقایسه اف-۸های آمریکا روزپرواز بودند و سرعت آنان نزدیک دو برابر سرعت صوت بود و علاوه بر توپ دارای موشک سایدوایندر نیز بودند. لن از ارتفاع تقریباً ۱۰۰۰ پایی شیرجه رفت و در ارتفاع ۷۰۰ پایی آغاز به شلیک کرد. دوربین اسلحهٔ او شعله‌ور شدن یک اف-۸ را نشان داد و او سرنگون شدن اف-۸ را گزارش کرد.
به گزارش نیروی دریایی آمریکا همهٔ اف-۸ها از عملیات بازگشتند، ولی یکی از آن‌ها به خلبانی ستوان اسپنس تامس آنقدر آسیب دیده بود که مجبور شد به داتانگ تغییر مسیر بدهد و هنگام فرود از بین رفت. این پیروزی لن نه تنها نخستین پیروزی هوایی میگ-۱۷های نیروی نیروی هوایی خلق ویتنام بود، بلکه نخستین پیروزی هوایی در جنگ ویتنام نیز بود. نیروی دریایی آمریکا همچنین سرنگونی یک فروند ای-۴ به خلبانی ستوان ودن در رویارویی با آتشبار پدآفند هوایی ویتنام را گزارش داده است. ودن بقیهٔ دوران جنگ را به عنون اسیر جنگی در ویتنام گذراند. لن پس از این پیروزی سوخت هواپیمایش را رو به پایان دید و تصمیم گرفت هواپیمای خود را در کنار بستر رودخانه‌ای در درهٔ کتام فرود بیاورد. مردم محلی که به دنبال پیدا کردن یک خلبان آمریکایی بودند، او را محاصره کردند، ولی متوجه شدند که او خلبان ویتنامی است.
نیروی هوایی خلق ویتنام نشان داد که توانایی درگیری با جنگنده‌های مدرن آمریکایی را دارد و روز ۳ آوریل در ویتنام روز نیروی هوایی نامیده شد. از سوی دیگر شکست آمریکاییان در نابودی پل تان هوا سبب شد تا آن‌ها حملهٔ جدیدی را برای روز بعد برنامه‌ریزی کنند. این حمله را فرماندهان نیروی هوایی خلق ویتنام پیش‌بینی می‌کردند. این بار ۸۰ هواپیما که ۴۸ فروند آن‌ها اف-۱۰۵ بود در حمله شرکت داشتند. منتها این بار اف-۱۰۵ها هر کدام فقط ۳۴۰ کیلوگرم بمب حمل می‌کردند، زیرا تعداد موشک‌های بولپاپ به اندازهٔ کافی نبود.

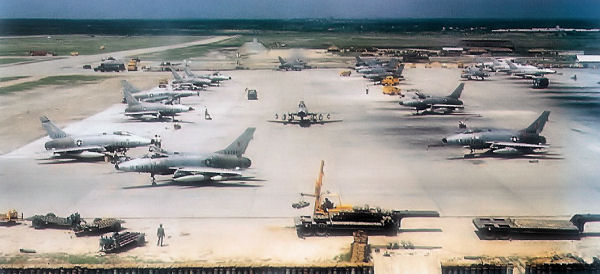
اف-۱۰۰های مستقر در دانانگ در سال ۱۹۶۵.

### درگیری میگ-۱۷ها با اف-۱۰۵ها

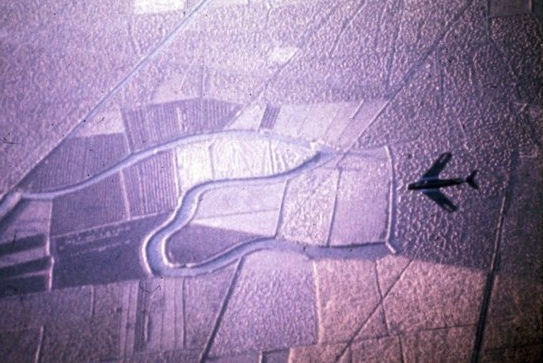
یک فروند میگ-۱۷ ویتنام شمالی در سال ۱۹۷۲.

در خلال نبرد ۴ آوریل ۱۹۶۵ به نیروی کوچکی متشکل از ۸ فروند میگ-۱۷ که نیمی از آن‌ها نقش طعمه را بازی می‌کردند وظیفهٔ رویارویی با ناوگان بزرگ شکاری-بمب افکن‌های فراصوت مدرن آمریکایی داده شد. از سوی دیگر آمریکاییان به ۴۶ فروند اف-۱۰۵ وظیفه یک حملهٔ تهاجمی سریع به پل را محول کردند. این اف-۱۰۵ها با ۲۱ فروند اف-۱۰۰ که جنگندهٔ روزپرواز بودند اسکورت می‌شدند. چهار فروند از این اف-۱۰۰ها برای درگیری با میگ‌ها مسلح به سایدوایندر بودند و ۱۷ فروند دیگر مسلح به اچ‌وی‌ای‌آر بودند تا دفاع زمین به هوای ویتنامی‌ها را زیر فشار قرار دهند. هر کدام از دسته‌های پروازی دارای رمزی بود. این اسم رمزها عبارت بودند از "استیل"، "آیرن"، "کاپر"، "مون"، "کربن"، "زینک"، "آرگون"، "گرانیت"، "اسو"، "موبیل"، "شل" و "پترول". دستهٔ پروازی "کادیلاک" وظیفهٔ ارزیابی آسیب‌های وارد شده به هدف‌های زمینی را بر عهده داشت. هواپیماهای ای-۱ وظیفهٔ جستجو و نجات را بر عهده داشتند و اسم رمز آن‌ها "سندی" بود و هلیکوپترهای اچ اچ-۳ که وظیفهٔ نجات به آن‌ها محول شده بود دارای اسم رمز "جولی گرین" بودند.
نیروی هوایی خلق ویتنام دفاع ضدهوایی خود را خط مقدم دفاع قرار داده بود و جنگنده‌های ویتنامی باید پس از آتش بس ضدهوایی‌ها حملهٔ خود را آغاز می‌کردند.
آمریکایی‌ها پروازهای شناسایی خود را بر فراز تانهوا آغاز کردند. سپس هواپیماهای آمریکایی در دسته‌های چهارتایی حمله را شروع کردند. هر دستهٔ پروازی در منطقه چرخ می‌زد تا پس از پایان حمله دستهٔ قبلی نوبت به او برسد. با وجود این که سرعت اف-۱۰۵ دو برابر سرعت صوت بود، ولی هنگامی که مهمات زیربال‌های کوچک آن بارگذاری می‌شد، تبدیل به یک جنگندهٔ فروصوت می‌گردید و توانایی رویارویی با جنگنده‌های دشمن که از اسکورت رد می‌شدند را نداشت، اف-۱۰۰های اسکورت‌کننده که وظیفه پوشش شمال منطقه را در جهت فرودگاه هانوی بر عهده داشتند در حوالی ۶۰ مایلی شمال دهانهٔ رودخانهٔ سونگچو جایی که رودخانه به دریا می‌ریزد مستقر بودند تا با هر گونه تهدید از سوی جنگنده‌های ویتنامی مقابله کنند و در صورت امکان آن‌ها را رهگیری کنند. چهار هواپیمای دیگر در جنوب دهانهٔ رودخانه چرخ می‌زدند. ولی حملهٔ میگ‌ها از سوی جنوب و با اندک زاویه‌ای به سمت غرب صورت گرفت و احتمالاً قصد آن‌ها منحرف کردن اسکورت‌ها بود.
هنگامی که اف-۱۰۰هایی که برای نبرد هوایی گمارده شدند به سوی جنوب پرواز کردند متوجهٔ میگ-۱۷هایی شدند که از سوی دریا به سوی اف-۱۰۵ها می‌رفتند و فوراً هشدار رادیویی "جدا شوید!" را فرستادند، ولی هشدار آن‌ها به خاطر ارتباط رادیویی آشفته و نامفهوم شنیده نشد. اف-۱۰۵هایی که در حال حمله بودند بی دفاع و بی خبر از خطری بودند که آن‌ها را تهدید می‌کرد. در حالی که ویتنامی‌ها دارای پوشش کامل رادیویی و کنترل زمینی خلبانان خود بودند. رادارهای برد کوتاه اف-۱۰۰ها که فقط جلو را اسکن می‌کرد متوجه میگ‌ها نشد، زیرا انتظار نمی‌رفت میگ‌ها در آن بخش از آسمان پدیدار شوند. بعداً نیروی هوایی آمریکا ئی سی-۱۲۱ و ئی-۳ آواکس را برای پوشش راداری ۳۶۰ درجه جهت پشتیبانی از جنگنده‌های خود به کار برد. میگ-۱۷ها از بالای ابرها پرواز کرده و از اسکورت‌ها عبور کردند و به سوی اف-۱۰۵های بمب افکن شیرجه زدند. لیدر دستهٔ پروازی هواپیماهای ویتنامی که تران هان نام داشت چهار فروند اف-۱۰۵ را دید که در حال پرتاب بمب هایشان بودند. او به وینگمن خود دستور داد تا حملهٔ او را پوشش دهد. در ۴۰۰ متری او به سوی یکی از اف-۱۰۵ها شلیک کرد. اف-۱۰۵ آتش گرفت و به درون خلیج تونکین افتاد. خلبان آن سرگرد فرانک بنت کشته شد. لیدر دستهٔ پروازی ویتنامی‌ها که در حال شیرجه زدن بود خواست پس از هدف قرار دادن اف-۱۰۵ هواپیما را بازیابی کند، ولی کنترل‌های هواپیما از کار افتاده بود و مجبور شد از هواپیما بیرون بپرد، ولی چتر نجات او باز نشد و به درون دریا افتاد و غرق شد. هنگامی که اف-۱۰۵ها برای حمله به میگ‌ها بازگشتند، میگ‌ها به دو گروه تقسیم شدند، شمال پل و جنوب پل. له مین هوان با پشتیبانی تران نگوین نام یک فروند اف-۱۰۵دی دیگر را با اسم رمز زینک ۲ و خلبانی سروان مگنوسن مورد اصابت قرار داد. مگنوسن پیام داد که اگر بتواند هواپیما را کنترل کند به سوی خلیج چرواز می‌کند. او سرانجام در ۲۰ مایلی خلیج تنکین در نزدیکی جزیره هونمه اجکت کرد. او ابتدا مفقودالثر شناخته شد و پس از ۴۸ ساعت جستجو کشته اعلام گردید. نیروی هوایی ایالات متحده سرنگونی دو فروند اف-۱۰۵ را در درگیری‌های هوایی اعلام کرد. خلبان چهارمین اف-۱۰۵ خود را در میدان دید یک میگ-۱۷ دیگر دیده. او با ناامیدی طبق توصیه‌ای که مافوق او کرده بود به سرعت غلتی زد و سرعت رو به جلوی هواپیما را کاهش داد و به این ترتیب میگ-۱۷ از او جلو افتاد. خلبان اف-۱۰۵ که ناگهان پشت سر میگ افتاده بود آنقدر از این وضعیت غافلگیر دشه بود که سعی نکرد میگ را با مسلسل هدف قرار دهد. کسی که توصیه چنین مانوری را به این خلبان خوش شانس کرده بود جان بوید از طراحان اسطوره‌ای درگیرینده‌های برتری هوایی آینده آمریکا بود.
پس از کامیابی سریع ویتنامی‌ها در سرنگون کردن دو جنگندهٔ آمریکایی آن‌ها با انبوهی از اف-۱۰۰ها و اف-۱۰۵ها که اکنون متوجه حضور آن‌ها شده بودند رو به رو شدند. تران هان دستور داد تا دسته به دو گروه تقسیم شود. او و وینگمنش وام گیای جنوب پل باقی ماندند وله مینه هوان و تران نگوین نام به شمال پرواز کرد. سه فروند اف-۱۰۰ از دستهٔ رهگیرها به خلبانی سرهنگ دوم امت هیز، سروان کیث کانلی و سروان دونالد کیلگس با میگ-۱۷ها درگیر شدند. هنگامی که اف-۱۰۰ها نزدیک شدند در شلیک موشک تردید داشتند، زیرا احتمال داشت موشک آن‌ها به اف-۱۰۵ها برخورد کند. اف-۱۰۰ لیدر که شرایط را برای شلیک موشک فراهم دید با قفل کردن روی یکی از میگ ها-۱۷ها یک فروند موشک سایدویندر شلیک کرد، ولی موشک به هدف نخورد و از بالای آن رد شد. کانلی و کیلگس نیز با توپ ۲۰ میلی‌متری به هدف شلیک کردند.
کیلگس ناگهان متوجه میگ گیای شد که به یکباره از میان غبار بیرون آمد. او تانک‌های سوخت زیر بالهایش را انداخت و به سوی هدف که به زاویه ی۹۰ درجهٔ او چخیرده بود تا به او حمله کند تغییر مسیر داد. او میگ دوم تران هان را سرنگون کرد. احتمالاً گیای به سوی کیلگس شلیک کرده بود، ولی به او اصابت نکرده بود. کیلگس از پشت به گیای نزدیک شد و دماغهٔ هواپیما را بالا دادتا چهار مسلسل ۲۰ میلی‌متری ام۳۹ برای نشانه روی آماده شوند. سپس پس سوز خود را روشن کرد و از امتیاز ارتفاع خود استفاده کرده و با سرعت ۴۵۰ نات به سوی میگ شیرجه رفت. کیلگس متوجه شد که خلبان ویتنامی قصد دارد تا او را به حالت شیرجه به سوی سطح آب‌های خلیج تنکین بکشاند تا هواپیمای خود که سبک تر است توانایی بالا کشیدن در این شیرجهٔ خطرناک در نزدیکی سطح دریا را داشته باشد، ولی هواپیمای کیلگس که سنگین تر است فرصت بالا کشیدن پیدا نکرده و به درون آب سرنگون شود. کیلگس که تقریباً به صورت عمودی در حال پایین آمدن بود مسلسل خود را به سوی هدف نشانه رفت و در حالی که نگران کاهش سریع ارتفاع خود بود در ارتفاع ۷۱۰۰ پایی آتش کرد. کیلگس پیش از این که بالا بکشد و میگ از میدان دید او بیرون برود متوجه شد که دم میگ آتش گرفت. کیلگس هواپیما را بالا کشیده و از مهلکه جان به در برد.
دان مک کارتی تاریخدان از سرنگونی میگ ۱۷ به دست کیلگس ابراز اطمینان می‌کند. لری دیویس هوانوردی‌نویس نیز می‌گوید که وینگمن کیلگس سرنگونی میگ را گزارش کرده، ولی مقامات بالاتر آن را رد کرده‌اند. بر پایهٔ این گزارش اف-۱۰۰ نخستین پیروزی هوایی خود را در جنگ ویتنام به دست آورد. اگر این گزارش درست باشد کیلگس تنها خلبان اف-۱۰۰ در جنگ ویتنام بود که توانست یک میگ را سرنگون کند.
لیدر دستهٔ میگ-۱۷ها و تنها بازماندهٔ دسته، تران هان، دارای یک پیروزی تأیید شده در برابر اف-۱۰۵ بود. هواپیمای او به سختی توانست با ماور از مهلکه بگریزد، ولی او تماس خود را با کنترل زمینی از دست داد و در حالی که سوختش در حال تمام شدن بود در نزدیکی درهٔ که تام فرود آمد. هان می‌گوید دیده است که وینگمن‌هایش، له مینه هوان و تران نگوین تام، به وسیلهٔ اف-۱۰۵ها سرنگون شدند. هان احتمالاً اف-۱۰۰های اسکورت‌کننده را با اف-۱۰۵ها اشتباه گرفته بود. از آن جایی که فقط یک خلبان آمریکایی ادعای سرنگون کردن میگ را داشته، ممکن است وینگمن‌های هان با هم برخورد کرده باشند یا مورد اصابت ضدهوایی خودی قرار گرفته باشند. با همهٔ این‌ها میگ-۱۷های ویتنام شمالی نخستین پیروزی‌های هوایی تأیید شدهٔ خود را در نبرد جت به جت و در برابر جنگنده‌های فراصوت به دست آوردند.

## حمله‌های نیروی دریایی آمریکا
بین سال‌های ۱۹۶۵ تا ۱۹۶۸ که رئیس جمهور آمریکا لیندن جانسون موقتاً دستور توقف حملهٔ هوایی به ویتنام شمالی را صادر کرد این پل هدفی دائم برای حملهٔ نیروی دریایی آمریکا بود. انواع مختلف هواپیماها به این پل حمله کردند که عبارت بودند از ای-۳، ای-۴، ای-۶، اف-۴ و اف-۸. انواع مخلف سلاح‌ها به سوی پل شلیک شداز جمله موشک ای جی ام-۶۲، ولی هیچکدام دقت و نیروی لازم برای نابودی دائم پل نداشتند. هر زمانی که رفت‌وآمد روی پل مختل می‌شد ویتنامی‌ها به سرعت خسارات وارده را ترمیم می‌کردند.

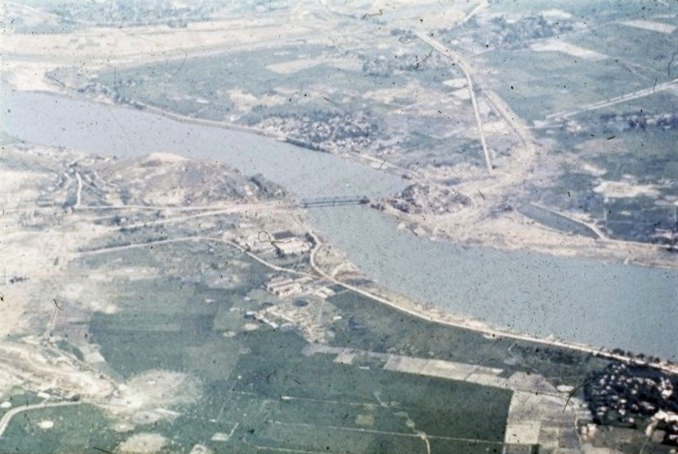
پل تان هوآ در سال ۱۹۷۲.

## عملیات ماه کارولینا
در ماه مه ۱۹۶۶ برنامهٔ یک حملهٔ مبتکرانه به وسیلهٔ نیروی هوایی آمریکا در قالب عملیاتی به نام عملیات ماه کارولینا ریخته شد. سلاح جدیدی در این حمله باید به کار می‌رفت. این سلاح یک مین مغناطیسی بزرگ بود. برنامه این بود که مین‌ها بر روی رودخانه انداخته شود تا این که به زیر پل برسد و حسگرهای مغناطیسی مین‌ها آن‌ها را منفجر کرده و بتواند پل را برای همیشه ویران کند. تنها هواپیمایی که به اندازه کافی بزرگ بود تا بتواند این مین‌ها را حمل کند هواپمای ترابری سی-۱۳۰ بود. تصمیم بر این بود که عملیات در شب انجام شود تا آسیب‌پذیری آن کمتر شود.
در شبانگاه ۳۰ مه نخستین سی-۱۳۰ پنج مین را پرتاب کرد. بعدها یکی از اسیران جنگی ویتنامی گفت که ۴ تا از ۵ مین زیر پل منفجر شدند، ولی نتوانستند آسیب جدی به پل وارد کنند. ولی آمریکایی‌ها که این موضوع را نمی‌دانستند با پروازهای شناسایی روی پل دریافتند که پل هنوز پابرجا است. بنابراین برای یورش دومی در شب بعد و با کرویی متفاوت برنامه‌ریزی شد. این حمله دوم فاجعه بار بود. سی-۱۳۰ مورد اصابت قرار گرفت و سرنگون شد و همهٔ کروی آن کشته شدند. فانتومی که برای عملیات ایذایی و منحرف کردن توجه ویتنامی‌ها در آن حوالی در حال انجام عملیات بود سرنگون شده و کروی آن ناپدید شدند.

## حملهٔ نهایی

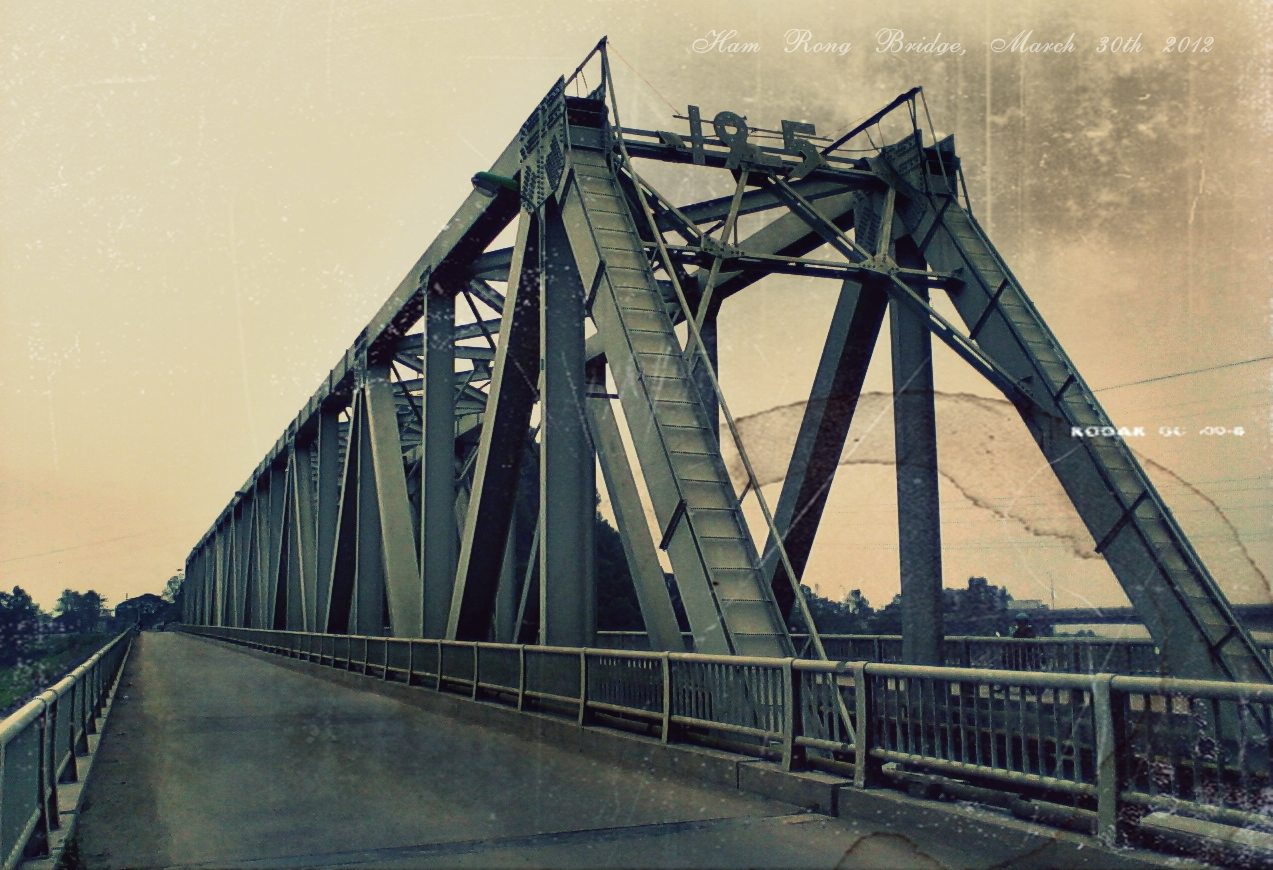
پل بازسازی شده‌تان هوآ در سال ۲۰۱۲.

بین سال ۱۹۶۸ و ۱۹۷۲ بمباران ویتنام شمالی متوقف شد و ویتنام شمالی‌ها موفق شدند که زیرساخت‌های خود از جمله پل تانهوا را تعمیر کنند. با تهاجم کمونیستها به ویتنام جنوبی در سال ۱۹۷۲ بمباران‌ها زیر عنوان عملیات لاینبکر از سر گرفته شد.
در تاریخ ۲۷ آوریل دوازده فروند فانتوم مستقر در اوبن تایلند به پل تانهوا حمله کردند. هشت فروند از این فانتوم‌ها مسلح به بمب‌های هدایت لیزری بودند. حمله بدون هیچ مشکلی انجام شد و هنگامی که هوا از غبار انفجار صاف شد مشخص شد که پل از روی پایهٔ غربی خود کنده شده و نیمی از آن به رودخانه افتاده است. برای تکمیل نابودی پل حملهٔ دومی در تاریخ ۱۳ مه برنامه‌ریزی شد. در حملهٔ دوم ۱۴ فانتوم مسلح به ۹۱۰ کیلوگرم بمب هدایت لیزری شرکت داشتند. فانتوم‌ها پایهٔ مرکزی پل را هدف قرار دادند. این بار نیز حمله موفقیت‌آمیز بود و پل کاملاً بلا استفاده شد، ولی فرماندهی هنوز راضی نشده بود و دستور آخرین حمله را صادر کرد. آخرین حمله در تاریخ ۶ اکتبر انجام شد. این بار چهار فروند ای-۷ نیروی دریایی از ناوهواپمابر یواس‌اس امریکا برخاستند. دو فروند از ای-۷ها مسلح به وال‌آی‌های ۹۱۰ کیلوگرمی بودند و دو فروند دیگر مسلح به بمب‌های چندمنظورهٔ ام کی-۸۴. در یک حملهٔ هم‌زمان پایهٔ غربی مورد اصابت قرار گرفت و به دو نیم شد.پس از این حمله پل تانهوا به عنوان یک هدف کاملاً نابود شده در نظر گرفته شد و از فهرست هدف‌ها حذف گردید.